# Rosa galushkoi
Rosa galushkoi är en rosväxtart som beskrevs av Demurova. Rosa galushkoi ingår i släktet rosor, och familjen rosväxter. Inga underarter finns listade i Catalogue of Life.